# Josu Juaristi
Josu Juaristi Abaunz (ur. 4 marca 1964 w Azkoitia) – hiszpański i baskijski dziennikarz oraz polityk, deputowany do Parlamentu Europejskiego VIII kadencji.

## Życiorys
Absolwent dziennikarstwa na Uniwersytecie Kraju Basków (1989), na tej samej uczelni uzyskał również dyplom z zakresu integracji europejskiej (1996). Zawodowo związany z baskijską prasą, w tym z „EiTBn” (1986–1990), „Egin” (1990–1998), „Eginen” (1997–1998), „Gara” (1999–2004), „Garako” (2004–2011). W latach 90. był korespondentem w różnych krajach europejskich, relacjonował m.in. wojnę w Bośni i Hercegowinie. Później specjalizował się w publicystyce w zakresie kwestii unijnych, w tym posiedzeń organów UE.
W 2014 z ramienia koalicji ugrupowań regionalnych Los Pueblos Deciden (jako przedstawiciel EH Bildu) został wybrany na eurodeputowanego VIII kadencji. W PE VIII kadencji zasiadał do lutego 2018.